# Вне игры (телесериал)
«Вне игры́» — российский спортивно-мелодраматический сериал видеосервиса START, рассказывающий о пути молодого футболиста, мечтающего играть за московский «Локомотив». Клуб «Локомотив» официально поддержал сериал, а игроки клуба появились в камео.
Премьера первого сезона была приурочена к проведению в России чемпионата мира по футболу и состоялась 25 апреля 2018 года на видеосервисе START. Телевизионная премьера на канале «Супер» состоялась 28 мая 2018 года. Премьера второго сезона состоялась на видеосервисе START 30 августа 2019 года, а телевизионная — на «Супере» 14 октября 2019 года.

## Производство
Автор сценария Руслан Хачмамук сам работал скаутом юношеской футбольной команды и описал в сценарии свой опыт. Съемки первого сезона проходили летом 2017 года, в том числе на территории футбольного клуба «Локомотив» — в распоряжении съемочной группы были поля, инфраструктура, помещения интерната, экипировка. В сериале приняли участие — в роли самих себя — футболисты Маринато Гилерме, Дмитрий Тарасов, Дмитрий Баринов, Дмитрий Лоськов, а также братья Антон и Алексей Миранчуки, а роли учеников футбольной школы исполнили реальные игроки юношеской команды «Локомотива».
Съемки второго сезона стартовали в конце апреля 2019 года, а режиссером вместо Виктора Шамирова и Дарьи Балиновой стал автор сценария Руслан Хачмамук.

## Сюжет

### Сезон 1 (2018)
Сюжет первого сезона разворачивается вокруг дружбы бывшего профессионального спортсмена, одинокого, пьющего скаута футбольной школы ФК «Локомотив» Фила и фаната того же клуба Саши. Ещё одна сюжетная линия сериала — скаута с Ольгой, матерью талантливого 15-летнего футболиста Дениса Рыбальченко, которому Фил и Саша пытаются помочь начать профессиональную футбольную карьеру. Денис знакомится с сестрой Саши, Лизой, а сам Саша встречается с дочерью Фила Полиной, работающей помощницей футбольного агента Германа.

### Сезон 2 (2019)
После серьезной травмы колена Денис живет у Фила. Восстановительный период заканчивается, и врачи сообщают Денису, что он может наконец начинать тренироваться. Однако руководство клуба и тренер уже поставили крест на его серьезной футбольной карьере, потому отправляют его играть в команду «Локомотив-2». Чтобы помочь Денису, Фил становится тренером «Локомотива-2», а Саша начинает карьеру футбольного агента.
Мать Дениса Ольга задаётся рядом серьёзных вопросов о будущем сына и любовных отношений со скаутом Филом. Ситуация осложняется бывшим мужем, отцом Дениса, который захотел вернуть ее. Перед Филом на тренерском посту тоже стоят важные вопросы о том, готов ли он взять ответственность — и за себя, и за команду, и за неуверенного в своих силах Дениса, сможет ли бросить пить и отстаивать свои принципы в мире профессионального спорта.
В отношениях Саши и дочери Фила Полины наступает кризис. У каждого из них свой образ жизни, отношение к деньгам и амбиции. В то же время босс Полины, футбольный агент Герман, выстраивает собственные схемы работы с футболистами, в которых Саша, Полина и Денис — лишь пешки.

## Вне игры. Пролог
В 2018 году на платформе START также вышел документальный фильм «Вне игры. Пролог», который рассказывает историю футболиста Дани Крапивникова, который обучается в школе «Локомотива» и послужил прототипом героя Дениса Рыбальченко. Даня очень хорош технически, но ему не хватает роста и мощи. Если он не вырастет, то путь в профессиональный футбол ему будет закрыт. В фильме помимо настоящих учителей, тренеров и сотрудников школы приняли участие Гус Хиддинк, Леонид Слуцкий, Алексей Смертин, Станислав Черчесов, Юрий Семин, Илья Геркус, Дмитрий Комбаров, Алексей и Антон Миранчуки, Александр Головин, Дмитрий Сенников, Юрий Розанов и другие.

## Актеры и персонажи

### В главных ролях
| Актёр              | Роль |
| ------------------ | --- |
| Николай Калинычев  | Денис Рыбальченко юный футболист                                                                                |
| Никита Павленко    | Саша футбольный фанат                                                                                           |
| Ростислав Бершауэр | Владимир Сергеевич Филимонов (Фил) скаут юношеской команды «Локомотива», тренер команды «Локомотив-2» 2002 г.р. |

### В ролях
| Актёр               | Роль                            |
| ------------------- | ------------------------------- |
| Анна Тараторкина    | Ольга мама Дениса               |
| Анастасия Куимова   | Полина дочь Фила и девушка Саши |
| Виталий Хаев        | Тренер                          |
| Василина Юсковец    | Лиза сестра Саши                |
| Александр Хованский | Герман футбольный агент         |
| Ольга Лапшина       | Мама Саши и Лизы                |

## Реакции
Президент клуба «Урал» Григорий Иванов в комментарии «Sportbox.ru» приводил сериал как проект, правдоподобно рисующий картину взаимодействия тренеров, школ, игроков и агентов:
Смотрели сериал «Вне игры»? Про агентов и наш футбол честно снято.